# Iwan Sokołow (polityk)
Iwan Zacharowicz Sokołow (ros. Иван Захарович Соколов, ur. 10 maja 1928 w Czuhujiwie, zm. 1 października 1982 w Kisłowodzku) – radziecki polityk, członek KC KPZR (1976–1982), II sekretarz KC KPU (1976–1982).
W latach 1950–1961 pomocnik majstra, majster, zastępca szefa i szef warsztatu, zastępca sekretarza i sekretarz KPU fabryki traktorów im. Ordżonikidzego w Charkowie. Od 1952 w WKP(b), w 1956 ukończył Wszechzwiązkowy Zaoczny Instytut Politechniczny, od 1961 do lipca 1963 I sekretarz rejonowego komitetu KPU w Charkowie. Od 11 lipca 1963 do 15 czerwca 1972 II sekretarz Charkowskiego Przemysłowego Komitetu Obwodowego/Charkowskiego Komitetu Obwodowego KPU, od 18 marca 1966 do 27 lipca 1972 zastępca członka, a od 27 lipca 1972 do śmierci członek KC KPU. Od 15 czerwca 1972 do lutego 1976 I sekretarz Komitetu Obwodowego KPU w Charkowie, od 14 września 1973 do 10 lutego 1976 zastępca członka, a od 13 lutego 1976 do śmierci członek Biura Politycznego KC KPU i równocześnie II sekretarz KC KPU. Od 5 marca 1976 do śmierci członek KC KPZR. Deputowany do Rady Najwyższej ZSRR 9 i 10 kadencji.

## Odznaczenia
- Order Lenina (dwukrotnie)
- order Rewolucji Październikowej
- Order Czerwonego Sztandaru Pracy